# Весенний (Брянская область)
Весенний — посёлок в Почепском районе Брянской области, входит в состав Краснорогского сельского поселения.

## История
В 1964 г. Указом Президиума ВС РСФСР поселок центральной усадьбы совхоза «Пятилетка» переименован в Весенний.

## Население
| 2010 | 2013 |
| ---- | ---- |
| 192  | ↘176 |